# كارلوس ديفيد مورينو
كارلوس ديفيد مورينو (بالإسبانية: Carlos David Moreno Hernández) (14 يونيو 1986 في إسبانيا - ) هو لاعب كرة قدم إسباني في مركز الدفاع. لعب مع سلتا فيغو ب وسلتا فيغو ونادي كارتاخينا ونادي مليلية ونادي موسكرون ونادي هويسكا وCD Teruel ‏ وفالنسيا ميستايا.

## وصلات خارجية
- كارلوس ديفيد مورينو على موقع Soccerway.com (الإنجليزية)
- كارلوس ديفيد مورينو على موقع AS.com (الإسبانية)